# Сел Левко
Сел Левко (фр. Celle-Lévescault) је насеље и општина у западној Француској у региону Поату-Шарант, у департману Вијена која припада префектури Поатје.
По подацима из 2011. године у општини је живело 1344 становника, а густина насељености је износила 31,5 становника/km². Општина се простире на површини од 42,67 km². Налази се на средњој надморској висини од 140 метара (максималној 159 m, а минималној 90 m).

## Демографија
| 1962. | 1968. | 1975. | 1982. | 1990. | 1999. | 2011. |
| ----- | ----- | ----- | ----- | ----- | ----- | ----- |
| 902   | 992   | 879   | 1.035 | 1.078 | 1.060 | 1.344 |

График промене броја становника у току последњих година